# 9580 Tarumi
9580 Tarumi eller 1989 TB11 är en asteroid i huvudbältet som upptäcktes den 4 oktober 1989 av de båda japanska astronomerna Toshiro Nomura och Kōyō Kawanishi vid Minami-Oda-observatoriet. Den är uppkallad efter stadsdelen Tarumi-ku i Kobe.
Asteroiden har en diameter på ungefär 6 kilometer.